# Бостонский теологический межрелигиозный консорциум
Бостонский теологический межрелигиозный консорциум (Boston Theological Interreligious Consortium), первоначально носивший название Бостонский теологический институт (Boston Theological Institute) — это один из крупнейших богословских консорциумов, объединяющих ресурсы теологических школ и семинарий в Бостоне, США, и за его пределами. Деятельность Консорциума включает содействие перекрестной регистрации и доступу к библиотекам среди учебных заведений, состоящих в Консорциуме в качестве членов, а также поддержку программ сертификации и организацию студенческих конференций.

## Основание
Бостонский теологический институт был основан в 1968 году для содействия сотрудничеству и реализации совместных программ между семью христианскими богословскими школами с высшим образованием в Большом Бостоне: теологической школой Андовера Ньютона (Andover Newton Theological School) при Американской баптистской церкви, богословским факультетом Бостонского колледжа при римско-католической церкви и Бостонским богословским институтом (Boston University School of Theology) при Объединенной методистской церкви. Остальные учредители — Епископальная богословская школа (Episcopal Divinity School), межконфессиональная Гарвардская школа богословия, а также семинария Святого Иоанна (St. John's Seminary) и Уэстон-колледж (ныне Boston College School of Theology and Ministry) при римско-католической церкви.  Духовная семинария Гордона Конуэлла (Gordon-Conwell Theological Seminary) при евангелической церкви и стала членом консорциума в 1972 году. Греческий колледж Святого Креста — в 1975 году.

## Преобразование
1 января 2011 года Институт стал многоконфессиональной организацией, когда к нему присоединился Еврейский колледж. 1 января 2018 года Институт расширился за пределы Большого Бостона, когда его членом стала Хартфордская семинария (внеконфессиональная семинария в Хартфорде, штат Коннектикут). Отделение магистратуры по религии Бостонского университета стала членом организации в 2020 году. Епископальная богословская школа прекратила свое членство в Институте после закрытия ее кампуса в Кембридже, как и богословская школа Андовера Ньютона после закрытия ее кампуса в Ньютоне, штат Массачусетс. Институт начал использовать название — Бостонский теологический межрелигиозный консорциум с августа 2018 года.

## Руководство
В число бывших директоров Института и Консорциума входили Уолтер Уаггонер-старший (Walter Wagoner) с 1968 по середину 1970-х годов, Родни Петерсен (Rodney L. Petersen) с 1990 по 2014 год и Энн Макклинахан (Ann McClenahan) с 2014 до 2020 года. С 2020 года Консорциум возглавляет исполнительный директор Стефани Эдвардс (Stephanie Edwards) и попечительский совет, представляющий учебные заведения в составе Консорциума.